# Општина Дорнава
Општина Дорнава (словен. Dornava) је једна од општина Подравске регије у држави Словенији. Седиште општине је истоимено насеље Дорнава.

## Природне одлике
Рељеф: Општина Дорнава налази се у источном делу Словеније, у словеначком делу Штајерске. Подручје општине је прелазнмо подручје између бреговите области Словенских Горица и равничарске долине реке Драве.
Клима: У општини влада умерено континентална клима.
Воде: У општини нема већих и значајнијих водотока, а подручје општине је у сливу Драве. Најважнији водоток у општини је речица Песница.

## Становништво
Општина Дорнава је средње густо насељена.

## Насеља општине
| - Братиславци - Брезовци - Дорнава - Жаменци - Ласиговци - Мезговци об Песници | - Поленци - Поленшак - Прерад - Сломи - Стрејаци - Стрмец при Поленшаку |  |

## Додатно погледати
- Дорнава